# Manderfeld
Manderfeld is een dorp en deelgemeente in het zuidoosten van de Belgische gemeente  Büllingen.

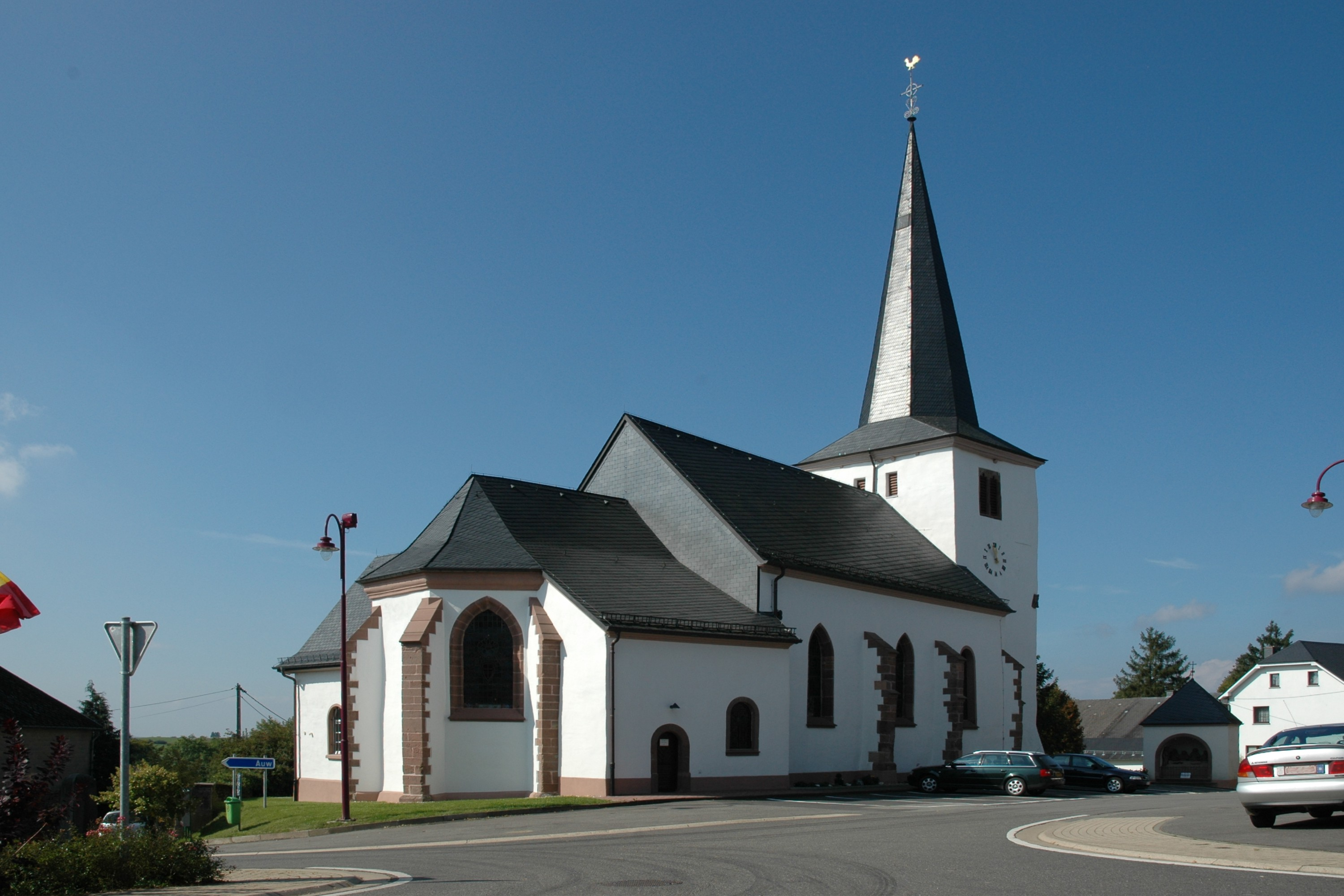
De kerk van Manderfeld.

Manderfeld ligt op enkele kilometers van de Belgisch-Duitse grens in de Eifel op een hoogte tussen 540 en 670 meter. In de omgeving ontspringt de Our. Deze rivier stroomt voor enkele kilometers doorheen het grondgebied van de deelgemeente. In geval er voldoende sneeuw is gevallen biedt Manderfeld enige wintersportfaciliteiten.

## Geschiedenis
Tot aan het einde van de Eerste Wereldoorlog behoorde het toe aan Duitsland, maar ten gevolge van het Verdrag van Versailles kwam het in 1920 toe aan België als deel van de zogenaamde Oostkantons, de regio rondom Eupen, Malmedy en Sankt Vith.
Op 13 januari 1945 werd de Mitchell FW227 van de 320 Dutch Squadron RAF bij Manderfeld neergeschoten.

## Demografische ontwikkeling
- Bronnen:NIS, Opm:1930 tot en met 1970=volkstellingen, 1976 inwoneraantal op 31 december

## Kernen
Tot de deelgemeente Manderfeld behoren de kernen Afst, Allmuthen, Andler Mühle, Berterath, Buchholz, Eimerscheid, Hasenvenn, Hergersberg, Holzheim, Hüllscheid, Igelmonder Hof, Igelmondermühle, Kehr, Krewinkel, Lanzerath, Losheimergraben, Medendorf, Merlscheid en Weckerath.

## Bezienswaardigheden
- Sint-Lambertuskerk
- Kruisweg

## Nabijgelegen kernen
Weckerath, Krewinkel, Berterath, Merlscheid, Holzheim, Andler
Deelgemeenten: Büllingen · Manderfeld · Rocherath

Overige kernen: Afst · Allmuthen · Andler Mühle · Berterath · Buchholz · Eimerscheid · Hasenvenn · Hergersberg · Holzheim · Honsfeld · Hüllscheid · Hünningen · Igelmonder Hof · Igelmondermühle · Kehr · Krewinkel · Krinkelt · Lanzerath · Losheimergraben · Medendorf · Merlscheid · Mürringen · Weckerath · Wirtzfeld

Belgische gemeenten · Duitstalige Gemeenschap · Arrondissement Verviers · Luik · Wallonië